# Hyptiotes akermani
Espèce
Hyptiotes akermani est une espèce d'araignées aranéomorphes de la famille des Uloboridae.

## Distribution
Cette espèce est endémique d'Afrique du Sud.

## Description
La femelle holotype mesure 3,35 mm.

## Étymologie
Cette espèce est nommée en l'honneur de Conrad Akerman (1878-1975).

## Publication originale
- Wiehle, 1964 : Über Hyptiotes gerhardti Wiehle (Arach., Araneae). Senckenbergiana Biologica, vol. 45, no 1, p. 81-85.